# Клеодокса
Клеодокса (грч. Κλεοδόξη) је у грчкој митологији била једна од Ниобида.

## Митологија
Као Ниобиду, Амфионову и Ниобину кћерку, помињали су је и Аполодор и Хигин. Када је Амфион изградио седам капија Тебе, назвао их је према својим кћеркама, па је тако једна носила и Клеодоксино име.